# Przedmieście Lubelskie
Przedmieście Lubelskie – jedna z dużych dzielnic Zamościa, istniejąca do połowy lat 90. XX wieku. Położona była wzdłuż ul. J. Piłsudskiego i ul. Lubelskiej.
Granice Przedmieścia Lubelskiego wyznaczały:
- od północy: północna granica miasta (przed 1973 rokiem granicę tę wyznaczała ul. Graniczna)
- od zachodu: rzeka Łabuńka
- od wschodu: tereny przemysłowe (stanowiące granicę Dzielnicy Przemysłowej)
- od południa: północna strona ul. Sadowa i ul. Peowiaków

## Historia
Przedmieście Lubelskie powstało w 1581 roku na terenie wsi Janowice, która została wykupiona przez Jana Zamoyskiego. Centralną drogą tego przedmieścia była ul. Lubelska, którą nazywano też ul. Janowicką (obecnie ul. Lubelska jest oddalona o ok. 200 m). Do tej ulicy dochodziło kilka mniejszych, równoległych ulic w kierunku miasta (m.in. ul. Łanowa - nazwę tę nosi teraz inna ulica). Przy skrzyżowaniu ul. Lubelskiej z ul. Łanową istniał od poł. XVII wieku kościół pw. św. Katarzyny, a pod koniec XVIII wieku wybudowany został cmentarz. Pod koniec XVII wieku Przedmieście Lubelskie posiadało 150-200 domów, a ul. Łanowa była wówczas jedną z najliczniej zabudowanych ulic podmiejskich. W 1809 i 1831 została zniszczona duża część zabudowy, a wraz z modernizacją Twierdzy Zamość przedmieście to zostało niemal całkowicie zlikwidowane. Dla mieszkańców wytyczono nowe tereny, które położone były 1,5 km dalej (obecnie są to rejony ulic: Wojska Polskiego i Wiejskiej). Wkrótce zaczęto określać ten rejon Majdankiem, jako że przebiegała tamtędy droga na Majdan. Kiedy zlikwidowano Twierdzę Zamość, Przedmieście Lubelskie ponownie rozwinęło się w kierunku miasta po ulice: Peowiaków i Sadową, szczególnie po wschodniej stronie szosy lubelskiej (rejon ul. J. Kilińskiego). Pod koniec XIX wieku było tam 50 domów, a oprócz tego istniał browar, szpital (wówczas jedyny w Zamościu) i klinkiernia. W 1908 roku powstały koszary (dla wojska), a w 1912 roku istniały 3 szkółki elementarne, po drugiej stronie szosy powstała też rzeźnia i więzienie. Ta część miasta (przyłączona w 1849) była rozpoznawalna przez znaczną liczbę rodzin zamożnych wieśniaków, nie było tutaj ludności żydowskiej, a sieć handlowa była słabo rozwinięta. Przedmieście Lubelskie w latach międzywojennych składało się z zabudowań po obu stronach traktu lubelskiego (ul. J. Piłsudskiego) oraz ul. S. Okrzei i ul. Browarnej (obecna ul. J. Kilińskiego), jednakże do dzielnicy tej należały: włączone w 1918 roku Piaski (rejon ul. Reymonta), Majdanek oraz część Janowic. W 1922 roku przedmieście to zamieszkane było przez 3784 osoby, z czego większość stanowili Polacy (prawie 85%).

## Obecnie
Obecnie Przedmieście Lubelskie jest jedynie nieoficjalną jednostką urbanistyczną, które zostało podzielone na kilka osiedli, zamieszkane przez ok. 23,5 tysiąca osób.

### Osiedla
Dzielnica ta została podzielona na kilka osiedli, które funkcjonują jako osobne jednostki:
- Os. J. Kilińskiego - skupia również tereny dawnej Dzielnicy Przemysłowej
- Os. Orzeszkowej-Reymonta - znane jako Piaski
- Os. Powiatowa - znane jako Majdanek
- Os. Rataja - dawniej znane jako os. Sitaniec-Błonie

### Handel i usługi
Mimo rozwoju w ciągu ostatnich lat, nadal jest mała sieć handlowa. Brak tutaj wielkopowierzchniowych sklepów, ale są za to markety:
- Biedronka - ul. Lubelska
- Lidl - ul. W. Sikorskiego
- Stokrotka - ul. J. Piłsudskiego

Są tutaj również centra i domy handlowe:
- CH Galeria Revia - ul. Lubelska
- DH Hetman - ul. J. Piłsudskiego
- DH Łukasz - ul. J. Piłsudskiego
- DH Sezam - ul. J. Piłsudskiego

### Oświata
Na terenie dawnej dzielnicy również funkcjonują placówki oświatowe, od podstawówek po wyższe.
Szkoły podstawowe:
- SP nr 3 im. Elizy Orzeszkowej - ul. Orzeszkowej / ul. S. Okrzei
- SP nr 9 im. Tadeusza Kościuszki - ul. Kalinowa

Gimnazja:
- Gimnazjum nr 3 im. Papieża Jana Pawła II - ul. Orzeszkowej
- Gimnazjum nr 6 im. Królowej św. Jadwigi - ul. Kalinowa

Licea:
- III LO im. C. K. Norwida - ul. J. Kilińskiego / ul. Kamienna

Szkoły wyższe:
- Wyższa Szkoła Humanistyczno-Ekonomiczna im. Jana Zamoyskiego - ul. Koszary